# Coregonus megalops
Coregonus megalops is een straalvinnige vissensoort uit de familie van de zalmen (Salmonidae) en de onderfamilie van de houtingen. Het is een houting die alleen voorkomt in een aantal meren in Noorwegen, Zweden, Finland, het schiereiland Kola en Karelië (aangrenzend Europees Rusland).

## Kenmerken
Deze houting kan maximaal 60 cm lang worden. De vis is (voor een houting) betrekkelijk donker gekleurd, vooral op de rug die soms bijna zwart is. In het Zweeds heet de vis blauwhouting (blåsik). Het aantal kieuwboogaanhangsels ligt gewoonlijk tussen de 30 en 34, het aantal schubben op de zijlijn is 85 tot 105 en de bek in spits en onderstandig.

## Verspreiding en leefgebied
De vis komt voor in een groot aantal grote binnenmeren waaronder Krøderen, Randsfjord, Siljan, Vänermeer, Inarimeer, Ladogameer en het Onegameer. De vissen houden zich op in open water op middelgrote diepten en niet dieper dan 50 m. De paaiperiode ligt in de herfst en vindt plaats boven grind, zand en slib op diepten tussen de 2 en 10 m.

## Status
Er zijn geen factoren bekend die de soort in zijn bestaan bedreigen daarom staat deze soort als niet bedreigd op de Rode Lijst van de IUCN.